# Гра в сніжки (фільм)
«Гра в сніжки» (фр. Bataille de boules de neige) — німий чорно-білий короткометражний фільм Луї Люм'єра. Прем'єра відбулася у Франція 7 лютого 1896 року.

## Сюжет
Діти грають в сніжки. Раптом один велосипедист потрапляє в зону сніжків, що летять і падає з велосипеда.

## Виробництво
Фільм знімали в Ліоні. Фільм показували за допомогою проектора і проявника. Зазвичай фільми братів Люм'єр робилися в форматі 35 мм і в масштабі 1.33:1.

## Стан
Наразі фільм вважається загубленим. Але фільм можна побачити в збірнику The Movies Begin — A Treasury of Early Cinema, 1894—1913.